# 수진기

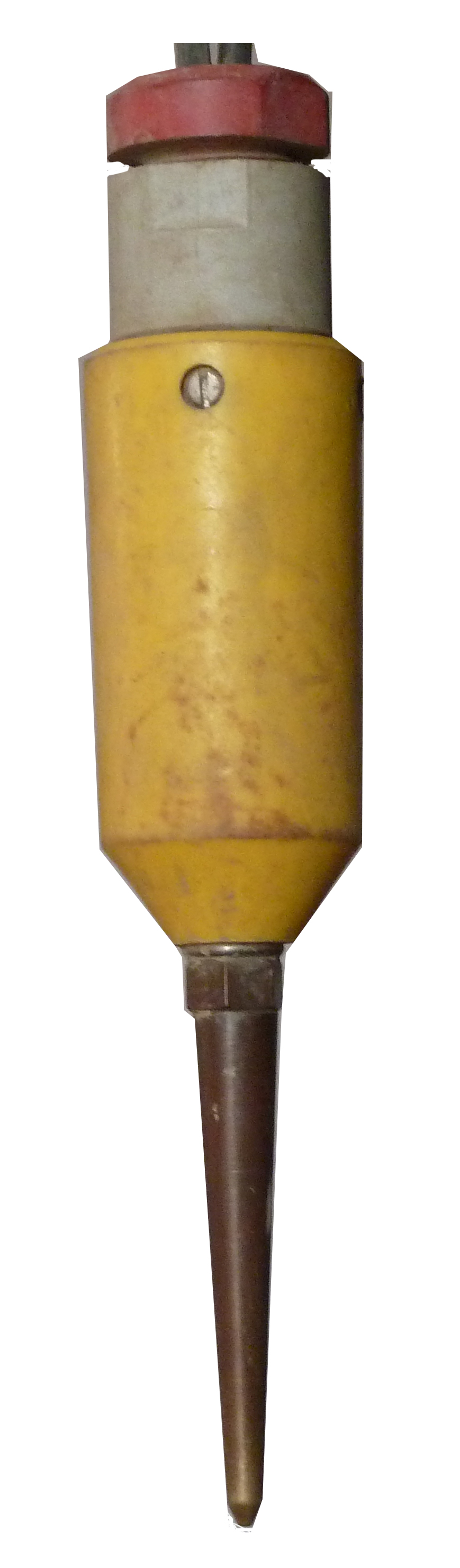
SM-24 수진기

수진기(受振器, geophone)는 땅의 진동을 전압으로 변환하는 장치로서, 변환된 정보는 기록소에 기록될 수 있다. 영어로는 지오폰(geophone)이라고 하며 땅을 의미하는 그리스어 낱말 γῆ와 소리를 의미하는 "phone"에서 비롯되었다.

## 구조
수진기는 역사적으로 수동 아날로그 장치였으며 일반적으로 용수철이 실장된 유선 코일로 구성되어 있으며 이 코일은 전기적 신호를 만들어내기 위한, 케이스가 실장된 영구 자석의 전기장 안에서 움직인다. 최근 설계는 MEMS 기술에 기반을 두고 있다.

## 같이 보기
- 가속도계
- 마이컬슨 간섭계
- 지진계